# Rancho Nuevo, Emiliano Zapata
Rancho Nuevo är en ort i Mexiko.   Den ligger i kommunen Emiliano Zapata och delstaten Veracruz, i den sydöstra delen av landet, 240 km öster om huvudstaden Mexico City. Rancho Nuevo ligger 1 060 meter över havet och antalet invånare är 496.
Terrängen runt Rancho Nuevo är huvudsakligen kuperad, men söderut är den platt. Runt Rancho Nuevo är det ganska tätbefolkat, med 120 invånare per kvadratkilometer. Närmaste större samhälle är Xalapa, 12,4 km väster om Rancho Nuevo. Omgivningarna runt Rancho Nuevo är en mosaik av jordbruksmark och naturlig växtlighet.